# مراد بوسبت
مراد بوسبت (انگلیسی: Mourad Boussebt؛ زادهٔ ۱۹ مهٔ ۱۹۶۰) بازیکن هندبال اهل الجزایر بود.